# Ладинский, Антонин Петрович
Антони́н Петро́вич Лади́нский (19 [31] января 1895, село Скугры, Порховский уезд, Псковская губерния — 4 июня 1961, Москва) — русский поэт первой волны эмиграции, близкий «парижской ноте». Автор популярных исторических романов о Римской империи, Византии и Киевской Руси.
Родился в семье чиновника Псковской губернии. Не окончив юридического факультета Петроградского университета, ушёл вольноопределяющимся на фронт Первой мировой войны. Во время Гражданской войны оказался в Белой армии, дослужился до подпоручика. Получив тяжёлое ранение, в 1920 году эвакуировался в Египет, откуда в 1924 году переехал в Париж. Сменил множество профессий, с конца 1920-х годов служил в редакции газеты «Последние новости» телефонистом; это позволило ему всецело посвятить себя литературному труду. В качестве корреспондента в 1930-е годы совершил несколько путешествий по Европе и Ближнему Востоку.
Поэтические сборники Ладинского 1930-х годов получили высокую оценку Г. Адамовича и В. Набокова. Юрий Терапиано относил его поэтическое творчество к неоромантизму. Со второй половины 1930-х годов Ладинский обратился также к исторической прозе, опубликовав романы «XV легион» (1937) и «Голубь над Понтом» (1938); рецензии на них дали Лев Гомолицкий и Георгий Федотов. Во время Второй мировой войны собирал материалы для романов об Анне Ярославне и Владимире Мономахе; занял активно просоветскую позицию. В 1946 году в числе первых эмигрантских деятелей получил советское гражданство. В сентябре 1950 года был депортирован из Франции, некоторое время жил в ГДР, где работал переводчиком на предприятии в Дрездене. В 1955 году вернулся в Москву. Дебютировал своими историческими романами, выходившими в СССР под названиями «В дни Каракаллы» (1961) и «Когда пал Херсонес» (1959). В 1961 году незадолго до кончины Ладинский был принят в Союз советских писателей. Книги «Анна Ярославна — королева Франции» (1961) и «Последний путь Владимира Мономаха» (1966) вышли посмертно, причём удостоились положительных отзывов профессиональных историков, таких как В. Пашуто, А. Каждан, А. Немировский, О. Рапов. Исторические романы Ладинского были популярны и многократно переиздавались. Поэтические произведения Антонина Ладинского после его переезда в СССР не печатались, их собрание было опубликовано лишь в 2008 году.
Биографические сведения об Антонине Ладинском скудны, а количество литературоведческих исследований до 2000-х годов исчислялось единицами; преимущественно это были предисловия и послесловия к изданиям его исторических романов. Архив писателя хранится в РГАЛИ и опубликован лишь частично. После переиздания стихотворений Ладинского литературоведы интенсивно занялись поэтическим наследием писателя, которое стало органической частью русской литературы XX века.

## Биография
Литературовед Анастасия Горобец выделяла в биографии Антонина Ладинского следующие периоды:

…Российский — от рождения до эмиграции (1895—1921), 1-й эмигрантский египетский период (1921—1924), наиболее плодотворный и значимый парижский период (1924—1950), внутри которого необходимо выделить военные и особенно послевоенные годы, как своего рода пресоветский период (1940/1944—1950), дрезденские годы после высылки из Франции, как годы подготовки к въезду в СССР (1950—1955), и собственно советский период (1955—1961). Таким образом, пресоветский и советский периоды в сумме занимают в биографии Ладинского ровно такой же временно́й отрезок, как и наиболее важный в творческом отношении межвоенный парижский период.

### Ранний период

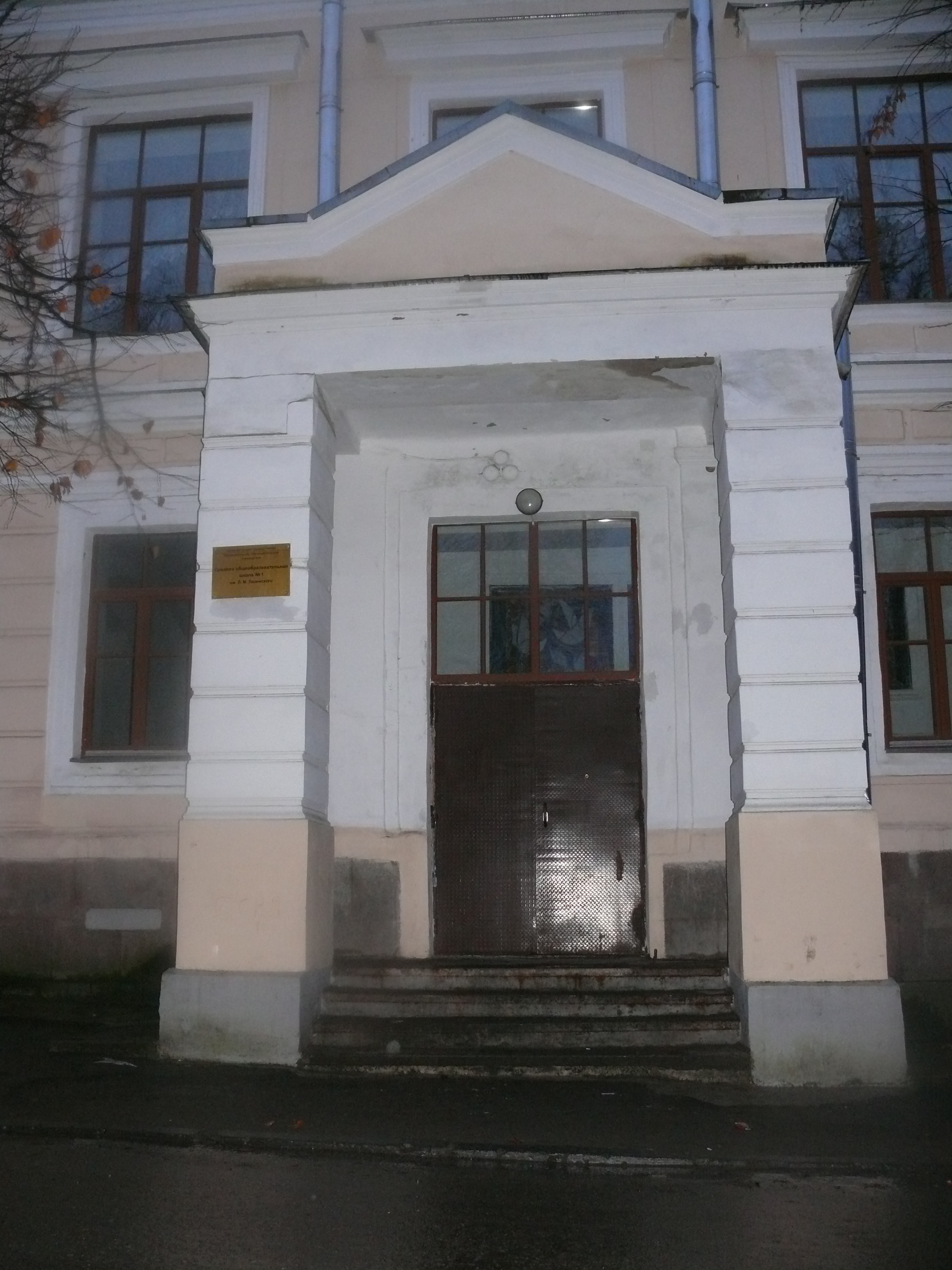
Крыльцо здания Псковской мужской гимназии. Фото 2012 года

Сам Ладинский утверждал, и с его слов это значилось во множестве справочных изданий, что он появился на свет в 1896 году в деревушке Общее Поле Порховского уезда Псковской губернии, ныне не существующей. Судя по метрической записи Николаевской церкви, он родился в 1895 году, 19 января по старому стилю, в селе Скугор, которое тогда именовалось в единственном числе. Отец — Пётр Семёнович Ладинский, родившийся в 1863 году, — окончил Порховское духовное училище и служил помощником полицмейстера, затем исправником Новоржевского уезда; на этом посту к 1915 году он дослужился до надворного советника. Мать, Ольга Васильевна, урождённая Дёмина, — крестьянка Дновской волости; её брак с Петром Ладинским был заключён в 1893 году, когда невесте исполнилось 20 лет. В семье было четверо сыновей: Антонин (1895 года рождения), Владимир (1899), Борис (1903) и Николай (1908). В 1898 году семья переехала во Псков.
В 1906—1915 годах Антонин учился в гимназии, где в восьмом, выпускном классе оказался вместе с Давидом Зильбером (брат В. А. Каверина) и Леоном Поземским. Примечательным эпизодом гимназических лет стало обращение Антонина Ладинского к Льву Толстому с вопросом, куда поступить по окончании гимназии. Судя по реестру писем, написанных по поручению Л. Н. Толстого (от 11 мая 1910 года), В. Ф. Булгаков послал в ответ статью Толстого «Об образовании». Гимназию Антонин окончил далеко не блестяще: отличные оценки были только по законоведению, природоведению и французскому языку. 8 августа 1915 года поступил на юридический факультет Петербургского университета. Проучившись один семестр, весной 1916 года он, получив повестку о досрочной мобилизации, был причислен к Первой Петергофской школе прапорщиков, вероятно, по собственному почину не пожелав воспользоваться студенческой отсрочкой. Военное образование, помимо гимназического, было единственным законченным у Ладинского. В вопросе, участвовал ли Антонин Петрович в сражениях Первой мировой войны, ясности нет, поскольку в автобиографии, написанной для въезда в СССР в 1950-е годы, писатель утверждал, что в боевых действиях участия не принимал по причине собственных заболеваний и передислокаций 97-го Западного полка.
Революцию 1917 года Ладинский не принял; впоследствии на вопрос «За белых или за красных?» отвечал: «За белых, но не потому, что ненавижу простых людей, а потому, что люблю привычный уклад жизни». В своей воинской части он был избран в Совет солдатских и офицерских депутатов; в конце 1917 года, получив отпуск, вернулся во Псков. Во время немецкой оккупации служил писцом в городской управе. Осенью 1918 года вступил в армию Вандама, разбитую в первом же сражении. После этого Ладинский скрывался под чужой фамилией у родственников во Пскове и в Петрограде. Далее, воспользовавшись амнистией, он поступил в Крестьянско-рабочую бригаду и попал на фронт Гражданской войны. В 1919 году в бою под Купянском Ладинский был взят в плен казаками и далее зачислен в Марковский полк Добровольческой армии Деникина. В Белой армии дослужился до подпоручика. Осенью 1919 года был тяжело ранен в ногу под Харьковом. По свидетельству Нины Берберовой, рана эта не затягивалась в течение трёх десятков лет и постоянно беспокоила Ладинского. Проведя 11 месяцев в ростовском госпитале, был эвакуирован вместе с ним в Новороссийск, затем в Салоники, а оттуда в 1920 году — в госпиталь в Александрии.

### В эмиграции

#### Египет — Франция. «Последние новости»
В Египте эвакуированный Антонин Ладинский попал в союзнический лагерь для беженцев Тель-эль-Кибир,
в котором вместе с ним находился Иван Билибин. Работал на заводе, служил писцом в Международном суде в Каире и Александрии (делопроизводство велось на французском языке), переводил с английского полицейские романы. Из сохранившейся переписки с учёным секретарём Российского заграничного исторического архива Г. И. Радченко (с которым Ладинский познакомился в Египте) следует, что он рассчитывал перебраться в Прагу, тогда благожелательно настроенную к русским, получить там высшее образование и начать литературную карьеру. В Египте произошло знакомство Ладинского с дочерью контр-адмирала Дриженко — Татьяной Дриженко-Турской, в гражданском браке с которой писатель прожил около восемнадцати лет.
В 1924 году Антонин Ладинский перебрался в Париж и даже пытался учиться в Сорбонне, но из-за крайне тяжёлого финансового положения вынужден был оставить университет. Служил рабочим на обойной фабрике, маляром. И. Ф. Калинникову он так описывал свои жизненные обстоятельства:

А я в Париже, видел много прекрасных вещей. 6 дней работаю простым рабочим на фабрике, холодаю (комната без отопления), а в воскресенье бегаю по музеям, церквам и лекциям.
В 1926 году Антонин Ладинский стал телефонистом в эмигрантской газете «Последние новости» (официально должность именовалась «заведующий телефонным бюро редакции»), что позволило ему полностью посвятить себя литературе и журналистике. Для заработка он перепечатывал рукописи (например, мемуаров декабриста Е. Оболенского), переводил бульварные романы, писал обзоры и рецензии, в том числе на театральные постановки. Со временем он стал специальным корреспондентом с правом зарубежных поездок, что не освобождало от ответов на звонки в редакцию и переадресацию между отделами. Ю. Терапиано даже вспоминал, что «…вечером, возвращаясь домой, редактор П. Н. Милюков подвозил его в такси, а сотрудники и посетители газеты относились к нему с уважением. Но самолюбивый Ладинский всё-таки очень страдал от своего положения мелкого служащего и не раз с обидой в голосе жаловался на судьбу». Действительно, должность телефониста так и оставалась основной для Ладинского вплоть до войны, в его дневнике за ноябрь — декабрь 1937 года упомянуты разговоры с П. Н. Милюковым о повышении хотя бы до секретаря, что так и осталось неосуществлённым. В воспоминаниях Нины Берберовой есть такой монолог Антонина Петровича:

«Затёрли нас, задавили. На лакейской должности состою. А вы вот — машинисткой. Была бы Россия, были бы у нас виллы в Крыму, да не от дедушки или папаши, а собственные, благоприобретённые, были бы мы знаменитыми… А теперь один хам даже на чай дал».
По воспоминаниям жены, Антонин Петрович — «…не дипломат, не умел ладить с нужными, да и ненужными людьми». Амбиции Ладинского простирались гораздо дальше редакторской и репортерской рутины. С самолюбивой педантичностью он отмечал в дневнике реакцию критиков на свои сочинения, и крайне скептически относился к своему эмигрантскому окружению, делая исключение разве что для Набокова. Судя по дневнику, сочувствие вызывали собратья по перу, «обойдённые эмигрантским кругом». Так, 28 июля 1934 года зафиксировано общение с Мариной Цветаевой днём ранее, которая в буквальном смысле слова плакалась о том, что её «выставляют в Советскую Россию… Теперь я понимаю, почему я, вы не преуспеваете, сидите в передней… Это вам не эти милостивые государи, а сама жизнь мстит, вещи… За то, что вы осмелились выбрать стихи».
Только в сезон 1932 года Ладинский заработал достаточно, чтобы снять с женой Татьяной на лето (с 1 июля до 2 сентября) комнату в русском поселении Ля Фавьер департамента Вар, где дачами владели П. Милюков, И. Билибин, и другие. Билибину он писал, что собирался подлечить раненую ногу и пребывает в «восторге от моря, от воздуха, солнца и цикад», впервые очутившись на юге Франции. 5 августа произошла трагедия: из-за жаркой погоды близ соседней фермы вспыхнул вереск и можжевельник, при тушении пожара от сердечного приступа скончался Саша Чёрный (А. Гликберг).

#### Литературная деятельность и путешествия

Антонин Петрович Ладинский в 1930-е годы

С литературной точки зрения, по выражению О. Коростелёва, «Париж был завоёван легко и очень быстро». Первое стихотворение Ладинского было напечатано в парижском «Звене» 6 апреля 1925 года. Со следующего года его произведения печатались в самых разных эмигрантских изданиях на русском языке, от периферийных «Перезвонов» до «Современных записок», которые в те времена воспринимались как «цитадель живых классиков», закрытая для молодых и начинающих авторов. Возможно, протекцию Ладинскому могли составить Адамович (который очень рано оценил талант молодого поэта) и Слоним. Н. Берберова считала, что Ладинского «протащил Ходасевич», но это едва ли соответствовало действительности. Дорожил он также и отношениям с И. Буниным, которые, при всей внешней сердечности, развивались медленно. К началу 1930-х годов Ладинский превратился в литературную величину, чьи новые произведения редакция «Современных записок» принимала безотносительно содержания и вкусовых предпочтений. Антонин Ладинский тех лет упоминается в мемуарах Ирины Одоевцевой «На берегах Сены».
Общественную активность Антонин Ладинский проявлял с 1925 года, став в этом году постоянным участником вечеров Союза молодых поэтов и писателей, а с октября 1926 года — членом его правления и даже председателем. Выступал с лекциями и чтением собственных стихов (и считался незаурядным чтецом); принимал участие в собраниях «Зелёной лампы» и многих других общественных организаций, включая «Очаг друзей русской культуры в Европе». В 1931 году Антонин Петрович вступил в масонскую ложу «Северная звезда» и даже поднялся в ней до обрядоначальника. Пытался заниматься издательской деятельностью: известен единственный номер «Казачьего литературно-общественного альманаха», выпущенный в 1930 году совместно с А. Куприным в издательстве «Рифма».
С 1929 года печатал рассказы, сначала в журнале «Иллюстрированная Россия», далее в «Числах», «Современных записках» и других изданиях. Корреспондентом «Последних новостей» совершил поездки в Польшу, Чехословакию, Ливан, Палестину, Тунис, Египет; публиковал в газете путевые очерки, отдельно выпустил книгу «Путешествие в Палестину» (1937). Дальнейшая логика развития Ладинского как писателя привела его к историческому жанру: отдельными изданиями вышли романы «XV легион» (Париж, 1937) и «Голубь над Понтом» (Таллин, 1938). В дневнике Ладинского от 16 апреля 1935 года описан авторский литературный вечер, ведущим на котором согласился быть И. Бунин:

Перед началом разговор с Буниным:

— Трудно писать римские романы. Это всё квовадисы нагадили. Ну, что ж напишешь. <…>

Я стоя прочёл «византийские» рассказы: Анна, сестра Василия II, осада Корсуня, обряд рукоположения друнгария адмирала виз<антийского> флота и т. д. Очень много по этому поводу прочёл. Ходил в Библ<иотеку> Института славянских языков на ул. Michelet. Там так приятно: книги, каждому отдельный удобный стол. Рассказы, очевидно понравились, похлопали. Потом стихи. В общем — «самый удачный вечер сезона». «Заработал» — около 1000 фр<анков>.

В июне 1937 года, по приглашению русинского общества «Баян», А. Ладинский посетил Подкарпатье. В ужгородском «Русском Народном Университете» он провёл литературный вечер, читал отрывки из романа «Голубь над Понтом» и свои стихи. В Изе произошло знакомство с миссионером о. Алексием (Кабалюком). Итогом этой поездки стал цикл очерков, который планировалось опубликовать в виде книги «Русский парижанин на Подкарпатской Руси», но этот замысел так и не осуществился. Как писателя-историка Ладинского более всего интересовал контраст между традиционным славянским бытом и ростками модернизации XX века.

#### Мировоззрение
О мировоззрении, которое отличало Ладинского от массы деятелей русской эмиграции, свидетельствовал (не всегда корректно) Василий Яновский:

Как многие из служивого или чиновничьего сословия, он был кровно связан с «Империей», «Великой державой», Дарданеллами, исконными границами — всё глубже и дальше — и прочими атрибутами чувственного патриотизма. Разумеется, Антонин Петрович стоял за свободу личности, за её юридические права, за ограничение государственного произвола — одним словом, за Павла Николаевича Милюкова. Но всё это потом, когда границы империи будут на все сто процентов обеспечены, а национальные интересы защищены.

В пору советско-финской бойни Ладинский, писавший одухотворённые неоромантические стихи, из кожи лез в «Круге», оправдывая стратегию Шапошникова, уверяя, что нельзя оставить в «такое время» Ленинград под дулами выборгских орудий…

Надо ли удивляться, что эти верные сыны великодержавной России после трудной победы Красной армии взяли советский паспорт. Ладинский, как и Софиев, даже честно поехал в Союз… Империализм в истории соблазнял мужчин больше, чем бабы, карты и вино, вместе взятые. А в Библии он среди смертных грехов не числится.
Антонин Ладинский был пессимистом по складу характера и темперамента, относил себя к эмигрантам-неудачникам. Каждую новогоднюю ночь он подводил неизменно безрадостные итоги в своём дневнике. В дневнике 31 декабря 1932 года он отмечал, что доля его далеко не блестяща, однако он не удобрил своими останками какой-нибудь куст в степях Украины, и ныне «…не дикарь, не слепец, не нищий под мостом, не сумасшедший, не побирушка, не прокажённый…». «Покраснение» Ладинского являлось длительным процессом и стало следствием как его личных взглядов и убеждений, так и несоразмерности его литературных возможностей и социального положения. Большой лояльностью к эмигрантской среде он не отличался, по крайней мере, с 1930-х годов. По мнению О. Коростелёва, показательной является анкета «Новой газеты» 1931 года, в которой Ладинский, отвечая на вопрос о самом значительном произведении русской литературы предыдущего десятилетия, не упомянул ни одного эмигрантского автора, а назвал Мандельштама, Леонова и А. Толстого. Воспоминания Василия Яновского об отношении Ладинского к советско-финской войне дополняются свидетельствами Ю. Софиева (в пересказе Р. Райт-Ковалёвой), согласно которым Антонин Петрович однажды на заседании «Круга» прямо заявил, что место каждого «честного русского человека» — в Красной Армии. Так совпало, что заявление о возвращении на родину Антонин Петрович подал 21 июня 1941 года — за день до начала Великой Отечественной войны.
Уже после возвращения из эмиграции Ладинский так характеризовал парижскую русскую среду: быт её напоминал «о старой русской провинции, где неожиданно очутились известные писатели и общественные деятели. Это общество как бы замкнулось в самом себе».

### Переход на просоветские позиции. Депортация

#### Годы войны
О жизни Ладинского в годы Второй мировой войны существуют только отрывочные сведения. После немецкой оккупации Парижа в 1940 году вместе с газетой «Последние новости» Ладинский был эвакуирован в Пуатье, а после закрытия издания несколько месяцев провёл в Оверни (в Бертолене департамента Аверон), пытался получить материальную помощь от М. Алданова и И. Бунина. Далее ему пришлось вернуться в Париж; по собственному свидетельству, «на немцев ни дня не работал», числился безработным и получал пособие. 1942-м годом датированы две объёмные папки архива Ладинского, наполненные материалами по эпохе Анны Ярославны и Владимира Мономаха; видимо, первые замыслы исторических романов вынашивались уже тогда. Есть сведения, что в 1942 году он всё-таки пересёк демаркационную линию, и скрывался в «Свободной Франции», по другим данным, всю войну он провёл в оккупированном Париже.
Когда в августе 1944 года Париж был освобождён от гитлеровцев, Ладинский сразу же получил место секретаря и одного из постоянных авторов редакции газеты «Русский патриот», которая обрела легальный статус. Его публицистика и эссеистика показывают сильнейшие просоветские настроения; не стал он восстанавливать и членство в масонской ложе. 16—17 декабря 1944 года прошло воссоздание Общества русских писателей и Союза русских патриотов; в последнем Ладинский был избран в члены правления. Антонин Петрович пытался привлечь для сотрудничества Бунина, но тот предпочёл мягко уклониться. С 10 марта 1945 года Союз русских патриотов объединился с Союзом друзей советской Родины и стал именоваться «Союзом советских патриотов»; Ладинский перешёл в Верховный совет новой организации. В тот период раскола ещё не произошло: показательно, что на благодарственном молебне по случаю взятия Берлина присутствовали посол Богомолов, советские офицеры и писатели эмиграции, включая Ладинского, Гингера и Шаршуна.
В «Советском патриоте» Ладинский печатал обзоры новых книг, фильмов и театральных постановок, выставок. Темами его очерков были Пётр I, Миклухо-Маклай, Аммиан Марцеллин. Печатал он и главы из своих романов, реже — стихи, которые также носили публицистический характер. В очерке «Чувство и разум» (10 марта 1945 года) он проводил свою излюбленную мысль:

Советская государственность есть то, что мы должны понять и принять, как новую орфографию, чтобы наши печальные воспоминания о родных пепелищах и школьных днях превратились в один прекрасный день в новую реальность — единение с нашей страной.— Русский патриот. — 1945. — № 20. — С. 2.
Ладинский принимал участие во встрече К. Симонова, приехавшего в Париж в 1946 году, и сопровождал его в дальнейшем. 12 августа 1946 года на литературном вечере Симонова Антонин Петрович выступил с речью на свои постоянные темы. В тот период он задумал большой роман о Христе. Ещё 18 мая 1946 года в узком кругу коллег (включая И. Бунина, Г. Иванова, И. Одоевцеву, Н. Тэффи, М. Струве и некоторых других) Ладинский читал отрывки из романа «Взирая на лилии (жизнь Христа)». Далее замысел, вероятно, поменялся. В хронике «Советского патриота» 1947 года прошло сообщение, что писатель работает над «историческим романом из эпохи императора Юлиана и языческой реакции, в котором проводит параллель между современностью и первыми веками христианской эры». Анонс романа был помещён на обложку сборника стихов «Роза и чума» (1950), но более о нём ничего не известно. Как отметил А. Каждан, «к богословским дискуссиям, составлявшим в ту пору сердцевину идейной жизни общества, Ладинский относится с презрительной усмешкой вольтерьянца».

#### Советское гражданство
30 июня 1946 года в числе первой группы русских эмигрантов Ладинский получил советский паспорт (ранее он жил по нансеновскому). 21 июля на торжественном собрании он в присутствии посла Богомолова, К. Симонова и И. Эренбурга заявил, что «писателю и поэту нужно быть со своим народом». Посвятил он советскому гражданству и особое эссе, вышедшее в «Советском патриоте» 13 сентября (№ 99). Примечательно, что на настроения Ладинского никак не повлияло постановление оргбюро ЦК ВКП(б) «О журналах „Звезда“ и „Ленинград“» — вероятно, писатель не придал ему особого значения. Тем не менее приглашать Ладинского в Москву не спешили. К 1947 году в Париже стали ощущаться последствия «Холодной войны»: в мае этого года В. Ф. Зеелер предложил исключить из Союза русских писателей и журналистов тех, кто получил советское гражданство. Ладинский официально вышел из Союза 22 ноября 1947 года вместе с Ю. Терапиано, Г. Газдановым, В. Муромцевой-Буниной, Л. Зуровым и другими. Сам Бунин покинул Союз спустя две недели. Далее в конфликт вмешались французские власти, и 20 января 1948 года газета «Советский патриот» была закрыта.
Чтобы зарабатывать на жизнь, Ладинскому пришлось сотрудничать с другими просоветскими или нейтральными изданиями: «Русские новости», «Честный слон», «Новоселье». Он также принимал участие в послевоенных литературных сборниках и антологиях («Встреча», «Русский сборник», «Орион», «Эстафета»), выступал на вечерах Объединения русских писателей и поэтов. 1 июня 1948-го и 1 июня 1949-го годов Антонин Петрович устраивал и собственные литературные вечера. Далее он устроился секретарём и переводчиком спецкора «Правды» Ю. А. Жукова, что сыграло большую роль в последующих событиях.

#### Депортация. Жизнь в ГДР
В сентябре 1950 года парижская газета «Русская мысль» и нью-йоркское «Новое русское слово» сообщали следующее:

…В числе советских граждан, высланных из Франции как «нежелательные иностранцы», находится журналист А. П. Ладинский. <…> …В последнее время состоял в должности личного секретаря пресловутого Жукова, «собственного корреспондента» московской «Правды». Как известно нашим читателям, Жуков под покровом дипломатической неприкосновенности сделал своей специальностью клеветническое поношение Франции и французского правительства.
В автобиографии Ладинский писал, что был выслан 7 сентября 1950 года без объяснения причин и обосновался в ГДР. После допроса в комендатуре на контрольно-пропускном пункте Ладинский в числе прочих депортированных был направлен в Дрезден, где в ноябре его при содействии советского консула устроили на канцелярскую работу на заводе «Sachsenwerk», где писатель «печатал на машинке скучнейшие списки» электрооборудования на русском языке.
Далее он несколько лет работал в бюро переводов на заводе советского акционерного общества «Кабель». В Дрездене, ожидая разрешения на въезд в СССР, Антонин Ладинский написал упомянутую автобиографию. Согласно свидетельству самого Ладинского, он хотел переехать в Прагу по вызову друзей Завадовских, но эта попытка окончилась неудачей. Когда стало ясно, что в Дрездене придётся осесть надолго, писатель занялся изучением немецкого языка («насчёт русских книг тут плохо»), некоторое время был председателем русского землячества «возвращенцев». За первые два года почти монашеской жизни в Германии, Антонин Петрович смог съездить в Берлин («поискать другой работы»), Майсен, Фрейбург и Веймар (с посещением дома Гёте), однако немецкой культурой так и не проникся. В 1952 году удалось побывать и на Лейпцигской книжной ярмарке, в дневнике было отмечено, что «Лейпциг менее разрушен, чем наш Дрезден». В дневнике отмечена и смерть Сталина, которую А. Ладинский сравнил с «известиями о смерти Августа в римской империи».
Судя по его дневнику, Ладинский ещё в Германии принял решение отказаться от поэтического творчества, считая свои стихи в СССР неуместными. Он поставил перед собой задачу «писать для миллионов, но писать, конечно, …так, чтобы всё написанное было доступно миллионам». Этими мыслями Антонин Петрович делился со своим давним корреспондентом — епископом Алексием (Дехтерёвым), который также вернулся в СССР и пытался помочь Ладинскому обосноваться в Москве. С Дехтерёвым Ладинский был заочно знаком ещё с 1930 года, то есть до его пострига, а впервые они лично повстречались в 1937 году в Ужгороде, во время корреспондентской поездки Антонина Петровича по Чехословакии. В их переписке 1950-х годов постоянно обсуждались литературные новости и давались оценки эмиграции в целом, больше же всего места, по оценке П. Лавренца, занимали размышления о приемлемости эмигрантской темы для советской литературы. В условиях, когда Ладинскому-возвращенцу было необходимо заново найти себя в советском писательском мире, именно эта тема казалась естественной, могла обеспечить собственную нишу в литературном поле, а также позволяла продемонстрировать патриотизм и идеологическую благонадёжность.
В переписке Ладинского и Дехтерёва 1952—1953 годов упоминается, что Антонин Петрович рассчитывал добиться разрешения на возвращение в СССР написанием патриотического романа «Без родины» (первоначальное название — «Избиение младенцев» — было отвергнуто). Он характеризовал его советскими штампами: роман об эмигранте должен быть написан «без формализма, на основе соц. реализма, как этого требует эпоха». Епископ Алексий советовал писателю начать «с небольших рассказов в ореоле весенней, бодрой лирики» о жизни граждан Демократической Германии или взаимоотношениях советских граждан с жителями ГДР, однако Ладинский отверг это предложение. Прожив в Германии довольно длительное время, он так и не сумел сблизиться ни с немцами, ни с представителями советской колонии в Дрездене. Уже после возвращения в Москву Ладинский прочитал роман Э. Казакевича «Дом на площади» и пришёл к выводу, что Дехтерёв предлагал написать ему что-то подобное. Более приемлемым представлялся исторический жанр (в переписке Ладинского упоминались «Ратоборцы» Югова и другие подобные произведения), Антонин Петрович продолжал размышления над темами Ярослава Мудрого и Владимира Мономаха. Однако в Дрездене у писателя не было возможности работать в библиотеках или не были доступны необходимые ему исторические труды.

### В СССР

Антонин Ладинский за работой. 1960 год

Визу на въезд в СССР Ладинский получил в начале марта 1955 года в Дрездене от сотрудника советского генконсульства. Вечером 27 марта на поезде он выехал в Москву; в направлении значилась «Псковская область», хотя он не собирался возвращаться на малую родину. По воспоминаниям Б. Грибанова, Антонин Петрович сразу обратился к К. Симонову, от которого получил некоторую сумму денег. Помогали ему также И. Эренбург и Ю. Жуков. Через адресное бюро он нашёл младшего брата Бориса, полковника инженерных войск МВД. Несмотря на то, что с братом они не поддерживали отношений со времени эмиграции, Антонин поселился у него в проходной комнате, в доме № 23 в Гагаринском переулке, где и был прописан. Жена Бориса — Тамара Артуровна — вскоре ушла от мужа и стала фактической супругой Антонина (хотя официально они так и не узаконили своих отношений). Борис Грибанов сообщал в воспоминаниях, что Борис Петрович Ладинский пошёл жаловаться к Давиду Самойлову:

— Понимаешь, — говорил он мне, — самым страшным для Бориса Петровича оказался не сам факт измены жены. В конце концов, такое встречается сплошь и рядом. Подлинной трагедией, потрясением основ для Бориса Петровича оказался тот факт, что на Антонина некуда и некому жаловаться. Антонин не член партии <…>, не член Союза писателей, он даже не член профсоюза. Вот в чём оказалась истинная трагедия. В этом весь менталитет советского человека.
Эмигрантских стихов Ладинский в СССР не перепечатывал, а единственной его публикацией на тему прошлой жизни стали краткие заметки о Бунине, вышедшие в «Литературной газете» 22 октября 1955 года. Г. Струве назвал эти заметки «явно заказными». Едва ли это соответствовало действительности: вечер к 85-летию Бунина в Центральном доме литераторов был весьма представительным, на нём выступили К. Г. Паустовский, Л. В. Никулин, Н. Д. Телешов, Е. П. Пешкова, В. Г. Лидин. По сути, для Ладинского это был первый полноценный контакт с советскими людьми, который сложился удачно. После публикации очерка в «Литературной газете» во французской прессе появились отклики, в том числе с заголовком «Реабилитированный Бунин!».
Воспоминания о Бунине привлекли Бориса Грибанова, который тогда заведовал отделом зарубежной литературы «Детгиза», и он обеспечил Ладинского некоторыми переводами, в том числе из Сент-Экзюпери, который вошёл тогда в моду. В 1956 году Ладинский выполнил литературную обработку перевода с эстонского языка детской повести Акселя Тамма «Перед весенней грозой». Морис Ваксмахер, составляя для серии «Классики и современники» книгу переводов Поля Элюара (на 90 % своих собственных), включил в неё и переводы Ладинского. Занимался Антонин Петрович и литературной обработкой подстрочных переводов поэзии на чешском и казахском языках. Позднее в его переводе вышел роман Бурже «Ученик».
Не будет там

ни вам, ни нам,

не будет в доме стёкол,

даже рам,

умолкнет воробьиный гам.

Не будет ничего,

не будет никого —

ни девушки, что так его

с такою нежностью поцеловала,

не будет ни конца

и ни начала.

Растает всё как дым

Средь фимиамных зим…
В советской литературе Ладинский нашёл себя в жанре исторического романа, переиздав в дополненном виде свои тексты, созданные перед войной, и продолжил работу над начатыми в оккупации темами Анны Ярославны и Владимира Мономаха. По мнению О. Коростелёва, «историческая проза вообще вызывала меньше подозрений и легче печаталась в СССР, чем другие жанры, более сомнительные с точки зрения идеологии» (он проводил также параллели с жизнью автора исторических повестей Вс. Н. Иванова, который осел в Хабаровске после возвращения из Китая). Сложным является вопрос о добровольности отказа Ладинского от поэтического творчества. Например, когда в 1958 году писатель получил разрешение на работу с газетами в спецхране Ленинской библиотеки, он нашёл номер «Руля» с первой рецензией Набокова на свой сборник «Чёрное и голубое» и полностью переписал её в дневник. Он продолжал читать свои стихи при встречах с московскими литераторами. Знаковым оказалось и знакомство с Борисом Слуцким 1 декабря 1955 года, который читал стихи Ладинского в русской библиотеке в Белграде и многое помнил наизусть.
В адаптации Ладинского к литературной ситуации в Москве ключевую роль сыграла П. Л. Вайншенкер (1900—1988), сотрудница Государственного литературного музея. Их знакомство состоялось осенью 1955 года, когда музей готовил юбилейный вечер в честь 85-летия И. Бунина. Впоследствии именно Вайншенкер была соавтором статьи о Ладинском в «Краткой литературной энциклопедии»; способствовала тому, чтобы он получил отдельную квартиру на Кутузовском проспекте; собирала рекомендации для Литфонда и Союза писателей. Роман «Голубь над Понтом» предполагалось выпустить ещё в 1957 году, положительную рецензию написал на него византинист А. П. Каждан, с которым Ладинского познакомила также П. Вайншенкер. Однако публикация затянулась, и роман вышел в 1959 году под названием «Когда пал Херсонес», также рекомендованным Кажданом. Это привело к знакомству с В. Инбер, чьи стихи Ладинский печатал ещё в «Советском патриоте» в середине 1940-х годов. 4 апреля 1961 года Ладинский единогласно был принят в Союз писателей СССР по секции прозы.
П. Вайншенкер очень высоко оценивала Ладинского, в своём дневнике от 23 мая 1960 года он цитировал полученное от неё письмо:

«Учтите, что В[аш] талант не только ваша личная собственность, с которой Вы можете делать всё, что заблагорассудится. Ваши книги — страница русской советской культуры. Нужно обращаться с собой как с общественным достоянием».
В 1960 году Антонин Петрович посетил малую родину — Дно и Скугры; связано это было с замыслами написать книгу «о нашем старом Пскове, где я окончил гимназию, и потом о себе, о своих странствиях, о тех, с кем встречался». Были намётки исторических текстов о Юстиниане и Андрее Рублёве. По свидетельству Т. А. Ладинской, писатель торопился: он работал за пишущей машинкой с восьми утра до семи вечера, прерываясь лишь на часовую прогулку по Москве. 17 мая 1961 года Ладинский перенёс инфаркт, от которого уже не оправился, и скончался 4 июня. За день до инфаркта он написал стихотворение «После смерти», поэтика которого созвучна парижским работам. П. Вайншенкер отправила его список В. Инбер 10 ноября 1962 года; впервые этот текст был опубликован в 2012 году А. Горобец.
Урна с прахом Ладинского захоронена в колумбарии Новодевичьего кладбища. В эмиграции, несмотря на возвращение в Советскую Россию, его продолжали считать «своим». Некролог в «Русской мысли» опубликовал в 1961 году Ю. Терапиано. Вплоть до начала 1980-х годов по старой памяти его стихи читались в литературных собраниях, а знавшие Антонина Петровича публиковали свои воспоминания.

## Поэзия Ладинского

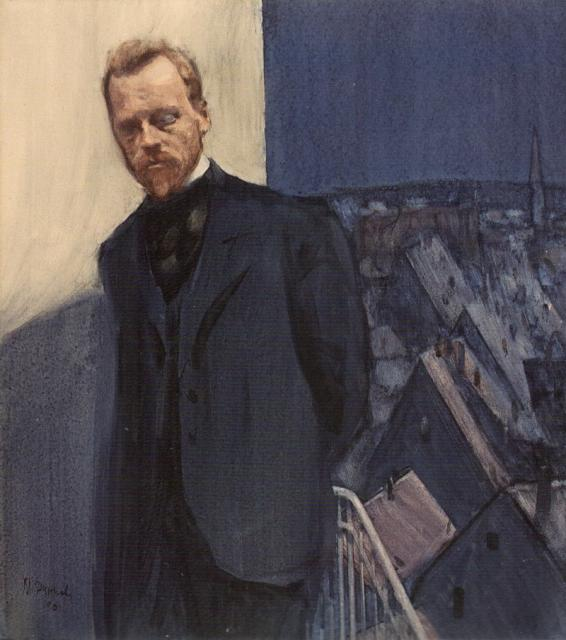
М. А. Дурнов. Бальмонт в Париже

### Поэтика. Литературная генеалогия
В эмигрантском литературоведении Ладинского как правило, хоть и с оговорками, причисляли к «парижской ноте». С «парижской нотой» его роднило поэтическое воспевание Петербурга и общая исповедальная лирическая направленность; впрочем камерную лиричность он (это подчёркивал в своих рецензиях Г. Адамович) стремился преодолеть, поднявшись до лирического эпоса в балладной форме. Тем не менее Антонин Петрович выделялся в техническом отношении: по подсчётам Джеральда Смита, более 26 % всего созданного Ладинским было написано трёхстопным ямбом; в таком количестве этот размер использовала только Марина Цветаева. У Константина Бальмонта, Зинаиды Гиппиус и Георгия Иванова процент написанного трёхстопным ямбом был впятеро меньше, а прочие поэты эмиграции этим размером не пользовались вовсе. «Фирменным» размером «парижской ноты» был пятистопный ямб.
Эмигрантские критики сильно расходились во мнениях, каковы истоки поэтики Ладинского, при этом не замыкаясь только в своём кругу. По мнению Юрия Терапиано, сильнейшее влияние на него оказал Осип Мандельштам, у которого Антонин Петрович «перенял и стремление к неожиданно смелым метафорам и к образам, возникающим в живописно-скульптурном великолепии, и игру гиперболами, и ощущение русской земли, снега, соборов и колоколов». Глеб Струве также находил известные параллели между Мандельштамом и Ладинским, но одновременно усложнил поэтическую «генеалогию» последнего, описав общие мотивы с Гумилёвым, Багрицким и Тихоновым, возводя «родство» через Лермонтова и Тютчева к Державину и Ломоносову. Особое место занимал в творчестве Ладинского Пушкин, чьё наследие он воспринимал как глубоко патриотическое порождение народного духа, выражение неразрывной связи всякого русского человека с его Родиной.

В своих стихах Ладинский чаще всего ограничивается развитием одной основной мысли, представляя её в виде повествования или размышления. Лирика Ладинского многообразна, причём он не только часто пользуется сравнением и метафорой, но и строит всё стихотворение как притчу. История, путешествия и тоска по России — вот темы поэзии Ладинского, которые он связывает с основными вопросами человеческого бытия между прошлым и настоящим, жизнью и смертью, небом и землёй.
Примечательно, что и авторы «Краткой литературной энциклопедии», и Глеб Струве в своей истории русской литературы в изгнании, изданной как раз в годы переезда Ладинского в Москву, сходились в том, что он — «едва ли не единственный зарубежный поэт в мажорном ключе». Эту же формулу повторил эстонско-американский литературовед Виктор Террас в главе «Кембриджской истории русской литературы».
Юрий Зобнин связывал особенности литературного развития Ладинского с двумя факторами: во-первых, оказавшись в Париже сравнительно поздно, он так и не смог «переболеть авангардом» и вообще формалистические эксперименты с самого начала были чужды его мировоззрению и пережитому опыту. По складу характера он напоминал Николая Гумилёва, поэтому «не нуждался в фантазиях для создания своего художественного мира».

### «Чёрное и голубое» и «Северное сердце» (1930—1931)
Первая книга Ладинского — «Чёрное и голубое» — была опубликована в самом конце 1930 года издательством «Современных записок»; сборник включал 42 стихотворения и стоил 9 франков. Василий Яновский сообщал, что поэтический сборник был выпущен на средства Михаила Осоргина. На выход сборника немедленно ответили отзывами все ведущие эмигрантские критики в их постоянных колонках на страницах наиболее крупных газет, сочли необходимым дать отзыв и менее известные издания, откликнулись в печати даже рядовые читатели. За газетной реакцией последовала журнальная. «Большинство отзывов были доброжелательными, а то и восторженными». Первым откликнулся Владимир Набоков в «Руле» (28 января, № 3092), который отметил своеобразие таланта Ладинского и его самостоятельность как поэта. «На протяжении сорока стихотворений, входящих в эту книгу, „пальма“ и „эфир“ встречаются по семи, „ледяной“ и „прекрасный“ по пятнадцати, а „голубой“ и „роза“ (или „розовый“) по тридцати раз. Слова эти не случайны, они находятся между собой в некой гармонии, составляют как бы лейтмотив всей книжки». На следующий день вышла рецензия Г. Адамовича в «Последних новостях». Главным содержанием его отзыва было то, что сборник Ладинского содержал основную тему, которая эксплицировалась с каждым отдельным стихотворением, где «Московия встречается с Римом» (Константин Мочульский).
И вот — заря! И остров над пучиной,

На нём дубы корявые растут,

На тех дубах сусальную овчину

Драконы старенькие стерегут.

А наш пиит, учёность, — в разговоры:

Эх вы, «овчина», мужичьё, — руно!

Не корабли вам строить, а заборы.

Сивуху вам тянуть, а не вино.

Ведь мы, как навигаторы Язона

Плывём тысячелетья напролёт,

Эллада — наше дорогое лоно,

Россия — наш «Арго», а груз — народ… 
«Чёрное и голубое», по мнению Георгия Адамовича, позволяет задать вопрос о содержательной стороне стихотворений Ладинского.

Позволю себе поделиться впечатлением, быть может слишком личным и потому не для всех убедительным: стихи Ладинского похожи на какой-то романтический балет вроде тех, которые любил Теофиль Готье… В них всё волшебно, наивно, нежно, размеренно, меланхолично. Это не совсем «жизнь», это скорее «представление», — ни автор, ни читатель на этот счёт не обманываются. Жизнь грубее, резче, она для одних несравненно ужаснее, для других неизмеримо прекрасней.— Последние новости. 1931. 29 января. № 3599. С. 3
Практически все критики, включая Марка Слонима и Глеба Струве, отмечали цельность, «хоральность» дебюта Ладинского. Единству темы соответствует и единство поэтического лада. Категорическим заключением было то, что Ладинский первой же своей книгой встал в первый ряд эмигрантской поэзии.
Второй поэтический сборник Ладинского увидел свет в Берлине в 1931 году и тоже был весьма благосклонно принят критикой, хотя Г. Струве считал, что он уступал предыдущему. Владислав Ходасевич нашёл в поэзии Ладинского тему мифологии Петербурга, представленную не как воспоминание, а как грёзу. Критики отмечали также некоторую вторичность и навязчивость образов сборника, прежде всего связанных с театром и у́же — с балетом.

### «Стихи о Европе» (1937)
Следующий поэтический сборник Ладинский сумел выпустить только в 1937 году, причём по подписке, что совпало с выходом двух его прозаических книг — путевых заметок о Палестине и исторического романа об упадке Римской империи. Первый отзыв в печати вновь выпустил Георгий Адамович, который первым отметил сходство между прозаическими и поэтическими мотивами «Стихов о Европе» и «XV легиона», что потом стало общим местом в критике. Разница усматривалась лишь в том, что в романе автор писал от лица римлянина, пытаясь выступать от имени человека иной эпохи, в стихах же говорит от себя:
Европа, ты зябким и сирым

Летишь голубком, но — куда?

С непрочным и призрачным миром

Прощаешься не навсегда.
Особого упоминания критика удостоилась работа Ладинского над поэтическим текстом, поскольку магистральной тенденцией стихотворчества стало сознательное или бессознательное разрушение структуры стиха, обусловленное «обострённым до крайности» чувством формы. «Он всем существом своим ощущает, что стихи должны прежде всего жить жизнью звуков, напева и образов. У него они таковы, что физическое — слуховое и зрительное — удовлетворение доставляют почти всегда».
Юрий Мандельштам попытался проанализировать эволюцию Ладинского как поэта, «действительно родившегося» таковым. Его главным достоинством признавалось не столько чувство формы и ритмов, но и «талант вторичного переживания в творческом плане того, что впервые было эмоционально или умственно им воспринято в плоскости душевной, человеческой». Это, согласно Мандельштаму, позволяет творить собственную, метафизическую реальность из внешне ясных и простых тем. Тема у каждого подлинного поэта индивидуальна, и Ладинский раскрыл её в своей первой книге. Для него это — конфликт между взаимосвязанными между собой земным и небесным началами:

Человек стремится к горнему началу, но, едва оторвавшись от земли, начинает задыхаться в «воздухе небесных гор», «как рыба на песке береговом», как ангелы, слетевшие на землю и полюбившие её больше родного неба. Основной трагический антагонизм души, слышавшей когда-то «звуки небес».
По Мандельштаму, эта тема в дебютной книге Ладинского звучала несколько декоративно, хотя и в эпическом ключе («нас больше пленяли яркие образы Ладинского и его богатые и разнообразные ритмы, чем самое его переживание»), и претерпела существенную эволюцию в «Северном сердце». Однако в третьей книге Ладинского критик не обнаружил новизны, и её темы продолжали «Чёрное и голубое». Получился сборник стихотворений, не вполне объединённых между собою. Примерно так же воспринял книгу и Альфред Бем. Поскольку он являлся непримиримым противником «парижской ноты», А. Бем обнаружил у Ладинского «русский подход к окружающему», напоминающий достоевскую «святую землю чудес»; возможно, это свидетельствовало о желании Антонина Петровича перейти к поэзии высокого стиля и больших форм. Напротив, Михаил Цетлин объявил поэзию Ладинского бесплотной и абстрактной, которая «не хочет иметь ничего общего с прямыми непосредственными человеческими чувствами, с реальностью природы и истории».

### «Пять чувств» (1938)
Эта книга готовилась одновременно с предыдущей, и на обложке «Стихов о Европе» был помещён анонс. Однако сборник вышел только в 1938 году в YMCA-Press тиражом 500 экз. В дневнике от 19 ноября Ладинский писал:

…Уже нет того волнения. Вышла и вышла. Я теперь знаю цену «слов». Кое-кому эти стихи доставят радость, пошипят враги, критики напишут по кисловато-сладенькой статейке. Вот и всё.
По замечанию Олега Коростелёва, критики представили весьма примечательные наблюдения. Так, Владислав Ходасевич признал в творчестве Ладинского «поэзию для поэтов; попытку пробиться к новой гармонии сквозь переосмысленные архаизмы». Поэт искал приюта в истории, но и в ней обнаружил лишь бури и катастрофы. Георгий Адамович попытался найти параллели образам Ладинского в лирике Лермонтова, но с важной оговоркой: стихи Ладинского, по его определению, антиромантичны.
Не надо грузными вещами

Загромождать свою судьбу,

Жизнь любит воздух, даже в драме,

Шум ветра, прядь волос на лбу.

Не дом, на кладбище похожий,

А палка, легкое пальто,

И, в чемодане желтой кожи,

Веселое хозяйство, то,

Что мы берем с собой в дорогу, —

Весенних галстуков озон,

Из чувств — дорожную тревогу,

Из запахов — одеколон.
Во многих критических очерках, выходивших в разных изданиях, повторялась мысль о том, что Ладинский — поэт первой величины, самый значительный и популярный из всех, чья литературная биография началась в эмиграции. Александр Перфильев также заметил, что «он не ноет, не плачет, не жалуется. Он бодр или старается быть бодрым. <…> И даже в стихах о России у Ладинского нет надгробного рыдания».

#### «Новая Америка»
В состав «Пяти чувств» Ладинский включил цикл «Новая Америка», состоящий из трёх стихотворений. По мнению А. Арустамовой, даже в самом названии содержалась отсылка к одноимённому стихотворению А. Блока, который был одним из любимых поэтов Ладинского. Блок также стал персонажем лирического стихотворения «На зимнем окошке…». Его аллюзии использовались в контексте излюбленной темы Ладинского — смены эпох, слома старого мира, исторической катастрофы и, как следствие, — размышления о будущем. Цикл следовал сразу после заглавного стихотворения, определявшего тему и настроение всего сборника. Первое стихотворение было посвящено плаванию пуритан, которое традиционно осмысливалось как новый Исход и чаяние нового Сиона. Библейская образность была призвана создать эсхатологическое настроение. Ключевыми образами здесь являются противопоставление огня и пучины, а также осмысление корабля как Ноева ковчега и вертограда; поэт предугадывает эпоху «прекрасных и страшных чудес». Данные образы несли, по мнению А. Арустамовой, также отсылки к творчеству Н. Гумилёва и К. Бальмонта, подтверждая интертекстуальность творчества Ладинского. Подобно Гумилёву и Бальмонту, Ладинский сближал образы обретения новой жизни в чужом краю и смерти. Во втором стихотворении весьма густым набором даны реалии Америки нового «неслыханного века» (чернильница, чемодан, дымный вокзал, стрелки часов). Лирический герой — человек, покидающий своё жилище, может быть, эмигрант, как и сам поэт. Заключительные строки («И в хлопанье крыльев орлиных, и в пенье || Рождается новый мучительный век…»), вероятно, содержат реминисценцию к «Песни о Гайавате» Лонгфелло (битва Гайаваты с отцом Мэджекивисом), что может быть понято как отпадение детей от родителей, а Нового Света — от Старого. И Лонгфелло, и Ладинский использовали в этом контексте противопоставление черноты одежд пришельцев и белизны лиц и отложных воротничков. Финальное стихотворение было посвящено и Америке, и России, причём одна переходила во вторую. Ладинский всячески акцентировал сходство между индустриальной Россией и индустриальной Америкой, передавая его через образы небоскрёбов и зимней морозной земли. От Архангельска до Владивостока несутся экспрессы по покрывающей землю сети железных дорог. В самой первой строке поэт призывает читателя представить «нефтепроводы, лёт аэропланов и бремя трудов». Однако индустриальное процветание России рождает конфликт — в прагматическом обществе нет места поэтам.

### Попытки адаптации (1945—1948)
Между 1945—1948 годами Ладинский опубликовал в «Советском патриоте» несколько экспериментальных текстов, представлявших собой симбиоз неоромантизма с элементами советской поэзии. Он никогда не включал их в сборники, однако в собрание его поэзии 2008 года вошли стихотворение «Привет Москве» и цикл «Серп и молот». Ладинский пытался адаптироваться к советским канонам и требованиям, причём в «Серпе и молоте» вновь поднимал тему ответственности поэта и пришёл к выводу о несостоятельности старой поэтики и необходимости новой. Однако выработать её Ладинскому было уже не под силу. После переезда в ГДР и затем в СССР новых стихов он уже не писал, и почти не фиксировал поэтических текстов в своём дневнике, только если они не были связаны с его работой переводчика.
Теперь нельзя про «слёзы-грёзы»,

Когда стал пеплом милый дом,

Когда ребёнок грязь и слёзы

Размазал детским кулачком.

Теперь нам не до побрякушек,

Когда не счесть на небе дыр,

Когда под гром советских пушек

Родился в битвах новый мир.

### «Роза и чума: Пятая книга стихов» (1950)
Единственный послевоенный сборник поэзии Ладинского был напечатан в 1950 году в издательстве Ирины Яссен, основанном незадолго до того. Книга вышла в послевоенной Европе, когда русская эмигрантская печать находилась в глубоком упадке. Критических отзывов было немного. Юрий Иваск оценил сборник общим определением «„патриотизм“ по „социальному заказу“». Критиковал он также печатание стихов под Маяковского, который Ладинскому «внутренне чужд»:

За последние годы он возненавидел Запад, но как поэт он навсегда останется в памяти как русский рыцарь Европы. На родине ему ближе всего были образы Киевской Руси (царевна Анна Ярославна) и Петербургской империи… О советской России он имеет самое смутное и превратное представление.
Согласно А. Горобец, в «Розе и чуме» также преобладает мотив поэта и поэзии. При этом «верность отчизне» и «любовь к стихам» были для Ладинского равновеликими ценностями, но победила всё-таки первая.
И потому, что гробом

Кончается наш путь,

С волнением особым

Подумать не забудь

О том, что в этой жизни

Всего дороже нам, —

О верности отчизне

И о любви к стихам.

## Проза

### Исторические романы эмигрантского периода
В неопубликованной автобиографии Антонин Ладинский писал о мотивах, побудивших его заняться крупной формой в историческом жанре:

«Одна за другой выходили скромными тиражами книги, в которых изливалось одиночество, оторванность, эта тоска по русской земле явственно проступала в самом маленьком рассказе. Вот почему тянуло к историческим темам».
Литературовед И. Ковалёва уточняла, что обращение к сюжетам далёкого прошлого не свидетельствовало о желании Ладинского уйти от проблем современности, а наоборот — выражало стремление как можно более глубоко разобраться в них, исходя из многовекового исторического опыта человечества. «В этом сказался историзм его поэтического мышления». Критик «Иллюстрированной России» Е. Хохлов считал романы А. Ладинского одним из самых крупных достижений эмигрантской русской литературы.
Рассказы Антонина Петровича Г. Струве считал «малозначительными». В 1994 году издательством «ЭКСМО» была предпринята попытка собрать в одном томе всю его эмигрантскую художественную прозу, в том числе впервые — рассказы, публиковавшиеся в самых разных изданиях: «Воля России» (Прага), «Иллюстрированная Россия» (Париж), «Новоселье» (Нью-Йорк), «Русские записки» (Париж), «Современные записки» и «Числа» (оба в Париже).

#### «XV легион»

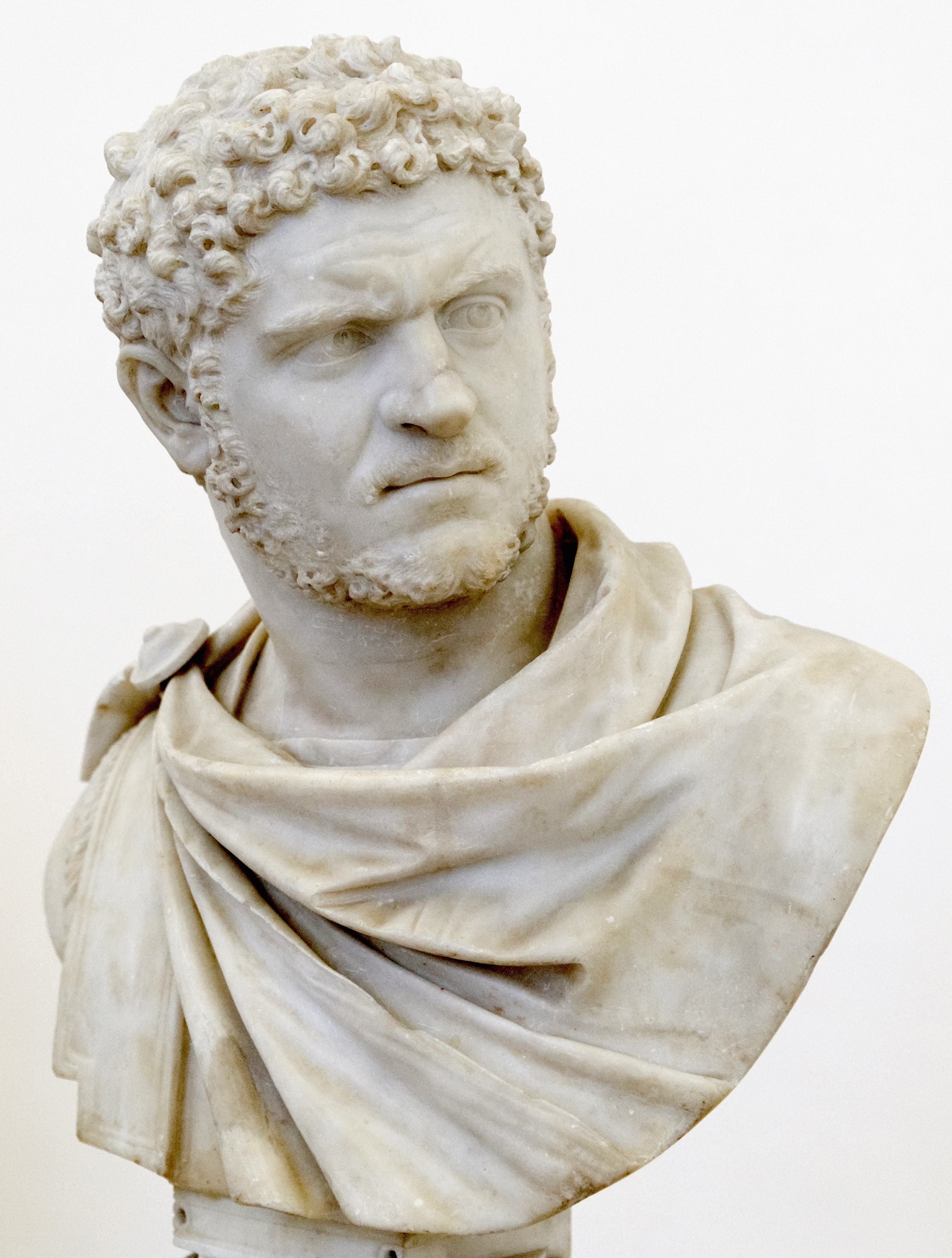
Мраморный бюст императора Каракаллы. Не позднее 217 года, Национальный археологический музей Неаполя

Записи о систематическом чтении в Национальной библиотеке на тему кризиса античного Рима, диктатуре легионов и Александре Севере содержатся в дневнике Ладинского от весны и лета 1933 года. Тогда уже существовало название «XV легион». В феврале 1934 года в дневнике зафиксирован творческий кризис, когда Ладинский беспокоился, сумеет ли справиться с фабулой и верно ли понял дух эпохи. В марте повторились жалобы о «неуменье говорить о переживаниях героев». Тем не менее, в течение 1934 года вышли две главы романа в виде отдельных рассказов: «В либрарии Прокопия» и «Погребальный костёр». Работа продолжалась в декабре того же года, Ладинский отмечал, что ради простой любовной коллизии «нечего забираться вглубь веков, а чем их заменить, кроме археологии»? Тем не менее, он признавал, что «воздух эпохи» вполне чувствует.
Историческая проза Ладинского вызвала интерес современников. Так, Георгий Федотов отмечал, что роман из истории Рима III века был написан одновременно эрудитом и поэтом.

Но, признавая всю культурную ценность «XV легиона», можно всё же спросить себя: что нового даёт книга Ладинского после стольких классических изображений Рима — от Пушкина до Брюсова? Новое в ней то, что от личного опыта, личной судьбы, и чего не заменит блестящая эрудиция. Читая сцены походной жизни римского легиона, мы чувствуем, что автор вносит в неё свой опыт войны, казармы, лагеря. Комната опустившегося римского поэта напоминает мансарду Парижа, а беседы христиан и платоников — религиозные диспуты наших дней. Даже наши экономические кризисы отразились, пожалуй, на несколько необычном (на мой взгляд, даже преувеличенном) внимании автора к торговым операциям. Всё это не простая модернизация.
Тем не менее критик заметил, что Ладинский показал христиан одновременно сочувственно и скептически (взяв в качестве типической фигуру Тертуллиана, которого, впрочем, живописал как фанатика). Изобразив христианство как внутреннее порождение античной цивилизации, Ладинский, описывая гибель обречённого старого мира, оказался не в состоянии объяснить природу того мира, который шёл на смену прежнему. Основными мотивами, вокруг которых разворачивается действие романа, является любовь поэта Виргилиана и танцовщицы Делии, а также события вокруг военных походов Каракаллы. Всё действие пронизано чувством внутренней опустошенности, роман заканчивается вероломным убийством и кремацией императора, и смертью Делии. В похоронных сценах писатель противопоставлял лицемерную помпезность и подавляющее величие погребения римского императора и искренность, внутреннюю силу христианского отпевания. Критики, особенно В. Ходасевич, отмечали бесфабульность объёмных романов Ладинского, в чём он сравнивался с А. П. Чеховым. В рецензии на «XV легион» он предлагал считать роман «картинами», написанными в русле чеховских приёмов. Г. Адамович также именовал роман «Поэмой в прозе», поскольку место сквозного сюжета здесь занимает лирическая связь и единство вызываемого у читателя настроения. Однако критики, признавая мастерство Ладинского — живописца, отмечали, что тот даже не пытался психологически реконструировать древнеримскую среду и эпоху.

#### «Голубь над Понтом»
Интенсивная работа над «византийским» романом отмечена в августовском дневнике за 1937 год. Писатель откровенно беспокоился, что повествование от первого лица даётся ему тяжело, «и эпоха не так уж увлекает»; главным творческим мотивом назван «пахнущий полынью ветер из русских степей в душном ромейском мире». Роман был окончен 1 ноября 1937 года. Ладинский никак не мог подобрать названия: «Анна Багрянородная» казалась слишком прямолинейным, в духе «Юрия Милославского», а собственно «Анна» — «неточным». Рассматривался и вариант «Стрела из Херсонеса». Судя по парижскому дневнику, сочетание «Голубь над Понтом» сам писатель именовал «тяжеловатым», но лучшего предложить так и не смог.
«Голубь над Понтом» вышел в год 950-летнего юбилея Крещения Руси. Подмеченная самим автором двойственность романа была рассмотрена и рецензентами. Георий Федотов утверждал, что это первый роман о князе Владимире, который «несомненно, останется и войдёт в русскую воспитательную национально-историческую библиотеку». Поскольку данная эпоха практически не может быть реконструирована по историческим источникам, Ладинский с большим тактом подошёл к своей задаче и описал события в Херсонесе и на Днепре через восприятие патриота-византийца, которому довелось стать их очевидцем и участником. При практическом отсутствии фабулы Ладинский сделал главным источником динамики сюжета «гибель Запада, или, точнее, мужественную борьбу за последние дни жизни великой, но уже пережившей себя культуры». В известном смысле Федотов связывал прозу и поэзию Ладинского. В. Ходасевич, сравнивая «Голубя» с «Легионом», отмечал, что при сохранении ряда «картин», внимание писателя переместилось от бытовой стороны античного мира к политической — в Средневековье. В романе был силён и актуальный для того времени мотив мира, выраженный в миссии принцессы Анны — «голубя над Понтом». Согласно А. Немировскому, само название «Голубь над Понтом» служило напоминанием о единстве всего человечества и плодотворности мира между народами. И. Ковалёва также замечала, что в своих помыслах и мечтаниях Ладинский противопоставлял полную сил бурлящую жизнью Русь и упаднический Рим, а судьба братоубийцы Каракаллы, который пресмыкался перед своими германскими наёмниками, символически указывала на поражение «фашиствующих варваров двадцатого века».
Лев Гомолицкий в рецензии на «Голубя…» отмечал, что Ладинский на историческом материале попытался оторваться от «скорби безнадёжности» и ввести мотивы мужественности, почти не встречающейся в эмигрантской литературе. Главной заслугой писателя рецензент считал призыв «к личному мужеству, к человеческому достоинству перед лицом великих событий». В обзоре зарубежной русской литературы Г. Струве утверждается, что историческим романам Ладинского «свойственна некоторая декоративная романтичность»; в остальном он присоединялся к отзыву Федотова. В. Вейдле в своей рецензии, впрочем, счёл, что историческая стилизация не удалась, и в романе представлены «люди нашего времени, только убавленные, сплющенные, отчего они не стали походить ещё на византийцев». Однако этот недостаток компенсируется тем, что книгу следует воспринимать как «лирическое путешествие», окрыляющее эрудицию поэзией.

### Дрезденский период
В марте — апреле 1953 года Ладинский отправил Алексию Дехтерёву законченный фрагмент романа об эмигранте «Избиение младенцев», чтобы тот переслал его К. М. Симонову. В переписке Антонин Петрович подробно изложил содержание уже сложившейся первой части романа. Главный герой получил фамилию Холмский и характеризовался как «типичный эмигрант-интеллигент, русский человек, который не может забыть о Родине» и ведёт «борьбу за существование среди чужих». С началом войны, почувствовав, что ничего важнее его Родины для него не существует, он вступает в ряды Сопротивления. Вместе с возлюбленной, которая родилась за границей и никогда не видела России, Холмский помогает спасать пленных красноармейцев. Ладинский писал, что в романе «выведены и положительные французские люди: рабочие, интеллигенты, писатель»; они «борются за лучшее будущее человечества и за свободу своей страны» вместе с русскими персонажами. Со временем замысел перерос в трилогию, первая часть которой должна была закончиться сообщением радио о победе в Сталинградской битве. Вторая часть трилогии должна была касаться жизни редакции газеты «Советский патриот», а третья — возвращения эмигрантов в СССР. Ладинский считал, что советскому читателю будут интересны тема истинной жизни на Западе, без глянца, и то, что без Родины вообще невозможно жить по-настоящему. Дехтерёв в одном из посланий назвал Ладинского «Папаниным от литературы», которого непременно надо эвакуировать с «дрезденской льдины», хотя бы ради его замыслов. Епископ утверждал, что в советской литературе почти ничего не написано о жизни эмиграции и что ждать писателя с такой темой нужно только из-за рубежа. Однако в апреле 1953 года неназванный в письме московский «литературный друг» сообщил, что роман из эмигрантской жизни может Ладинскому не помочь, а повредить. На этом работа над текстом прервалась навсегда, и роман не сыграл никакой роли в возвращении Ладинского в советскую литературу.

### Историческая проза советского периода

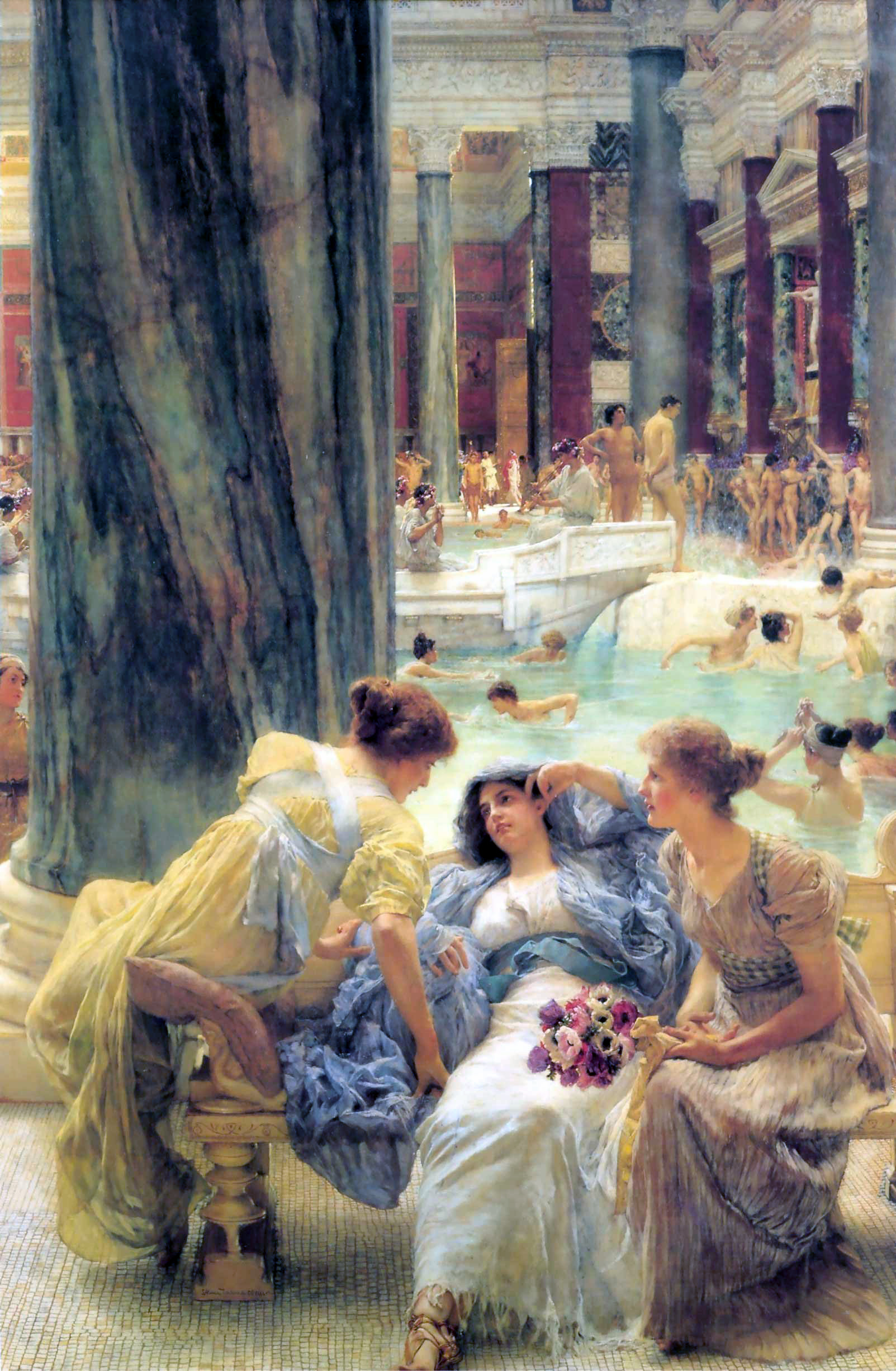
Лоуренс Альма-Тадема. «Термы Каракаллы». 1899, холст, масло, 152,3 × 95,3 см. Частное собрание

Исторические романы Ладинского (кроме «Каракаллы») обычно рассматривают как единое целое — трилогию, посвящённую Киевской Руси. Согласно А. И. Филатовой, писателя привлекала эпоха, когда древнерусское государство выходило на международную арену, «поражая Византию и Европу энергией, напористостью, непохожестью на другие народы». При этом писатель-поэт всегда ведёт изложение от первого лица, что вкупе с его изобразительным даром обеспечивало достоверность исторической картины. Главным художественным приёмом этих романов было воссоздание действительности через призму сознания, ретроспективно восстанавливающего ход событий и организующего огромную историческую панораму Руси, Скандинавии, Византии, Священной Римской империи, капетингской Франции и раннесредневековой Англии. В противоположность советским критикам В. Казак утверждал, что трилогия Ладинского «страдает длиннотами и не отличается ни верностью историческим фактам, ни хотя бы отдалённым соответствием духу описываемой эпохи».
Мнение В. Казака не разделяли профессиональные историки — слависты и византинисты. Так, по замечанию И. Ковалёвой, Ладинский мог бы сделаться крупным историком-исследователем. Первоначальный текст «Анны Ярославны и её мира» определялся автором как «опыт литературно-исторической биографии». В архивных папках 1942 года был сосредоточен огромный научно-исследовательский аппарат: от иезуита Менестрие до новейших на тот момент статей и монографий. Часть этих материалов Ладинский смог получить в Ватиканской библиотеке, куда ему был открыт доступ благодаря обосновавшемуся в Риме Вяч. Иванову. Не прекращал он работы и в послевоенные годы, после возвращения в Москву активно осваивая фонды Ленинской и Исторической библиотек. «Тщательная подготовка историка была залогом его писательского успеха как художника», не говоря о том, что в большинстве мест, описанных в его романах, Ладинский побывал лично. Историк О. Домбровский особо отмечал, что А. П. Ладинский никогда не позволял себе вольного обращения с фактологией и «оставался верным целомудренному обращению с Историей».

#### «В дни Каракаллы»
Основой для текста «В дни Каракаллы» послужил когда-то опубликованный «XV легион», дополненный материалами так и не напечатанной «Парфянской войны». В письме к В. Инбер от 16 сентября 1960 года Ладинский сообщал, что его роман на античную тему послан в типографию:

Это — III век, салон Юлии Домны и Маммеи, легионные лагеря, поэт Вергилиан, предвидящий гибель Рима, а повествование ведётся от лица молодого скрибы из города Том, где похоронен Овидий. И кроме того — христианство, выходящее из трущоб на мировую арену…
В ответном послании (15 марта 1961 года) Инбер оценивала «В дни Каракаллы» даже выше, чем «Когда пал Херсонес». В первую очередь она обращала внимание на галерею римских типов и мастерски переданную атмосферу общества, «уже предчувствующего свои „минуты роковые“», эффектность сцены сожжения тела Каракаллы и достоверность и привлекательность персонажа, от имени которого ведётся повествование. В ответе от 21 марта Антонин Петрович сообщал некоторые подробности, в частности, что редакция потребовала снять последнюю главу романа; фрагменты её в окончательной редакции вошли в текст о Мамее. Пришлось убрать и эротику, причём Ладинский сожалел о «страшной» сцене встречи Каракаллы с Юлией Домной, основанной на описании Элия Спартиана в «Истории Августов» (XIII: X, 1—3):

Вообще я писал об этом не из желания ввести побольше эротизма, а потому что эпоха была такая, как и наша, когда люди очень остро ощущали любовные чувства. В сцене костра я использовал рассказы сотрудников парижского крематория, которые смотрели в слюдяное оконце и видели, как мертвецы воскресали в огне. В общем, страшновато.

#### «Когда пал Херсонес»

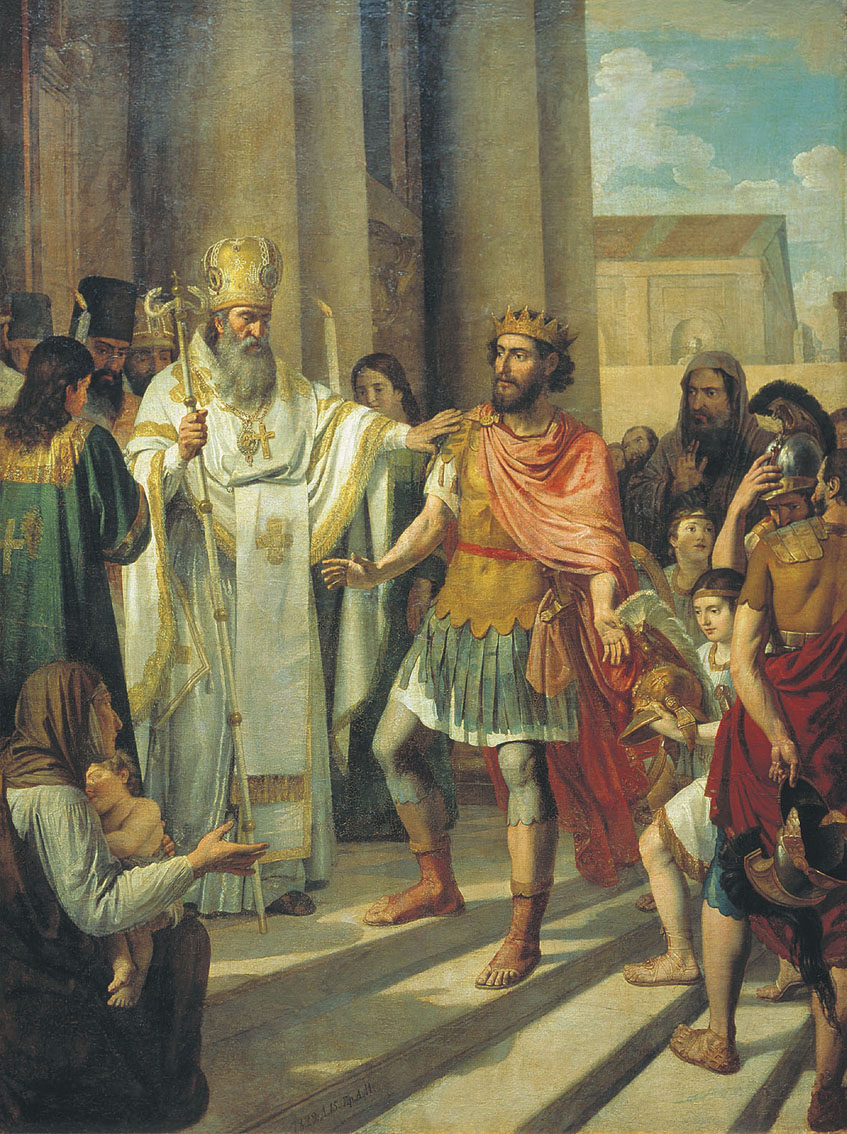
Андрей Иванов. Крещение великого князя Владимира в Корсуни, 1829, холст, масло, 211,3 × 158 см. ГТГ, Москва

Для публикации в Советском Союзе Ладинскому пришлось сильно переделать «Голубя над Понтом», несмотря на то, что основополагающий художественный мотив остался прежним. Профессиональный медиевист-русист В. Т. Пашуто в своём обзоре советской исторической прозы (весьма сурово воспринимая почти весь массив текстов, включая романы В. Яна и В. Иванова) очень высоко оценил «трудный приём, оказавшийся плодотворным» у Ладинского. Русь была представлена со стороны просвещённого грека — патрикия Ираклия Метафраста, который мог наблюдать события, приведшие к Крещению Руси. Историк также охарактеризовал демонстрацию темы византийско-русско-болгарских отношений в романе как «блестящую». О. Рапов также характеризовал роман как «прекрасное художественное произведение», верно отражающее эпоху и её особенности.
Ладинскому затянувшаяся публикация романа (1957—1959) причиняла много беспокойства, поскольку от восприятия произведения зависела судьба Антонина Петровича как писателя, а также возможность его вступления в Союз писателей. Так возникла идея обратиться за рецензией к Вере Инбер. На первых порах она отказала под предлогом, что «стесняется», ибо не является «специалисткой в этой области, то есть византийской истории»; в своём дневнике Антонин Петрович не скрывал разочарования. Впрочем, Инбер соглашалась дать вторую — эмоциональную — рецензию вслед за профессиональной, от историка. Ладинский охарактеризовал эту идею как «детские игрушки. Какая же газета поместит об историческом романе две рецензии». Тем не менее 16 июня 1960 года в № 71 «Литературной газеты» всё-таки вышла заметка В. Инбер «Устами Ираклия Метафраста». В рецензии Инбер Ладинский был охарактеризован как «интересный писатель, зрелый мастер, превосходный стилист», а его творение как «примечательное явление русской литературы, плод огромной эрудиции, результат глубокого проникновения в эпоху, известную, по-видимому, только историкам, да и то, конечно, не всем». При этом художественные достоинства романа Ладинского были рассмотрены в свете советской идеологии, и ключевыми стали «становление нового мировоззрения, рождение нового человека, роль людей труда как творцов истории». Именно в соответствии с этими компонентами Антонин Петрович перерабатывал в СССР свой роман, изданный когда-то в эмиграции.
А. И. Немировский в рецензии на роман отмечал, что художественный мир его многомерен, и «вводное слово „когда“, как обручем, стягивает средневековую Корсунь, Византию, молодое русское государство, и, отчасти, даже болгарский мир». Для художественного осмысления целого Ладинский избрал византийское направление, что позволило ему совершенно естественно оставаться в рамках традиции главного политического и культурного центра Средиземноморья, не жертвуя ни русской летописной и легендарной традициями, ни археологией. Избранная тема раскрыта через сознание друнгария Ираклия Метафраста, неизвестного из исторических источников, образ которого основан на известных чертах личности Симеона Метафраста и Михаила Пселла. Ираклий получил отличное образование, имея доступ к утраченным впоследствии трактатам Аристарха Самосского и трудам Платона, «который так замечательно умел говорить о любви». Отсюда вытекали и его если не критическое, то объективное отношение к действительности и недозволенное «платоническое» чувство к сестре императора Анне. Ираклий вырос в предместье св. Мамы в семье чиновника, прикреплённого к русским купцам, и, зная их язык и обычаи, был избран, чтобы сопроводить принцессу в далёкий Киев. Её отъезд из Константинополя представлялся Ираклию и его сотоварищам по посольству как дань Минотавру, которым представал будущий супруг Анны — Владимир; тем более странен был её радостный смех, выражающий радость освобождения от душного, отравленного интригами воздуха Византия. В дальнейшем и сам Ираклий открыл в неразвитости «варварского» общества (как византийцы воспринимали все северные народы) привлекательный мир цельных человеческих натур и отношений, не замутнённых «византийством». Это позволило создать романтизированный образ прекрасной Древней Руси, которую проглядели цивилизованные византийцы. Впрочем, романтизация не отменяла описаний реальной жизни древнерусского общества, в котором углублялось классовое расслоение (старый воин Владимира воспринимал это как «порчу» — князь отдалялся от дружины). Историк важным достоинством романа Ладинского считал то, что писатель не стал переносить в прошлое своих суждений о могуществе и международном значении своей Родины, но попытался остаться в рамках древнерусской литературы XI—XII веков, на основе которой реконструировал более далёкие события. Единственной ошибкой А. Немировский счёл то, что автор упустил археологические находки конца 1940-х годов в Гнёздовских курганах, которые свидетельствовали, что уже в первой четверти IX века письменность на Руси использовалась и в сугубо бытовых нуждах. Поэтому Ираклий, оказавшись в Киеве, должен был испытывать тем больший культурный шок, что воспринятые им с юности представления о «варварах» и «тавроскифах» оказывались далёкими от действительности.

#### «Анна Ярославна — королева Франции»
Начав работу над биографией Анны Ярославны как историк, Ладинский подчёркивал, что его в романе нет ни одного вымышленного персонажа и ни одного придуманного диалога или положения. Более того, в неопубликованном предисловии к рукописи он настаивал, что его творение есть «лаборатория романа и его проекция на историческую действительность». Некоторую информацию о создании своего романа А. Ладинский поведал в переписке с В. Инбер. 16 сентября 1960 года он так характеризовал замысел:

Здесь два мира — Русь Ярослава Мудрого и Франция первых Капетингов, ещё бедная без золота, а только с мелкой серебряной монетой, но с библиотеками в Реймсе и Шартре, с латынью. В романе использовал скандинавские саги и всё осветилось в нашей истории романтическим светом.
В. Т. Пашуто чрезвычайно высоко оценил замысел и реализацию последнего изданного на тот момент романа Ладинского. Наибольшей удачей он признавал «поэтичную и печальную» Анну Ярославну и то, что «в книге просторно». Историк обращал внимание на тщательность работы с источниками, широчайшую международную панораму Средневековья, данную в романе, и завершал отзыв следующей сентенцией: «Своим трудом А. П. Ладинский опередил историков». А. Немировский также утверждал, что писатель, обращаясь к эпохам, крайне слабо документированным в исторических источниках, превращается в историка. В древнерусских источниках Анна Ярославна не упоминается вовсе; во французских средневековых хрониках ей посвящены несколько разрозненных свидетельств. В этих условиях А. Ладинский предложил собственную версию обстоятельств, приведших Анну Ярославну в средневековый Париж — женой Генриха Французского. В изображении писателя она стала подлинной носительницей русских национальных начал, сильной и оригинальной личностью. Антонин Петрович предложил и собственную версию происхождения имени старшего сына королевской четы — Филиппа, которое до того во Франции не встречалось вовсе, но было распространено в Норвегии. «Добрая и странная королева» сохранила на чужбине воспоминания о чувстве, испытанном ею к ярлу Филиппу, посетившему Киев в дни её юности.

Разумеется, исследователь поостерёгся бы ввести эту гипотезу в научный труд. Но писатель имел на это право, и без девичьей любви Анны роман так же труднопредставим, как первый роман трилогии без юношеской любви Ираклия Метафраста к другой, византийской Анне.
«Лишённая любви и человеческой привязанности», Анна Ярославна Ладинского обратила все свои душевные силы на познание народа своей новой страны. Сюжетообразующая конструкция — странствия Анны с супругом из замка в замок — позволила автору открыть мир латинских хроник, фаблио, песен трубадуров. По отзыву А. Немировского, все эти подробности «прекрасно передают колорит эпохи», может быть, чрезмерно перегружая роман второстепенными линиями. Не устраивало советского историка и «недостаточное раскрытие социальной природы явлений». По мнению рецензента, большой удачей писателя стал образ короля Франции Генриха I — терпеливого и настойчивого правителя, которому пришлось отбивать трон у матери и родного брата и полагаться в борьбе только на себя. При этом его главной задачей было обеспечение спокойствия для себя и своих близких в самую беспокойную пору истории средневековой Европы. «Такой человек мог внушить к себе уважение, но не любовь». Судьба королевы оказалась несчастливой: по Ладинскому, Анна пыталась преодолеть связывавшие её с колыбели социальные узы и предрассудки, но потерпела поражение. Едва оперившись, её первенец Филипп «решительно и холодно» отстранил мать от государственных дел.
По мотивам романа Игорь Масленников поставил в 1979 году музыкальный фильм «Ярославна, королева Франции», впрочем, оставив только название и основную канву.

#### «Последний путь Владимира Мономаха»

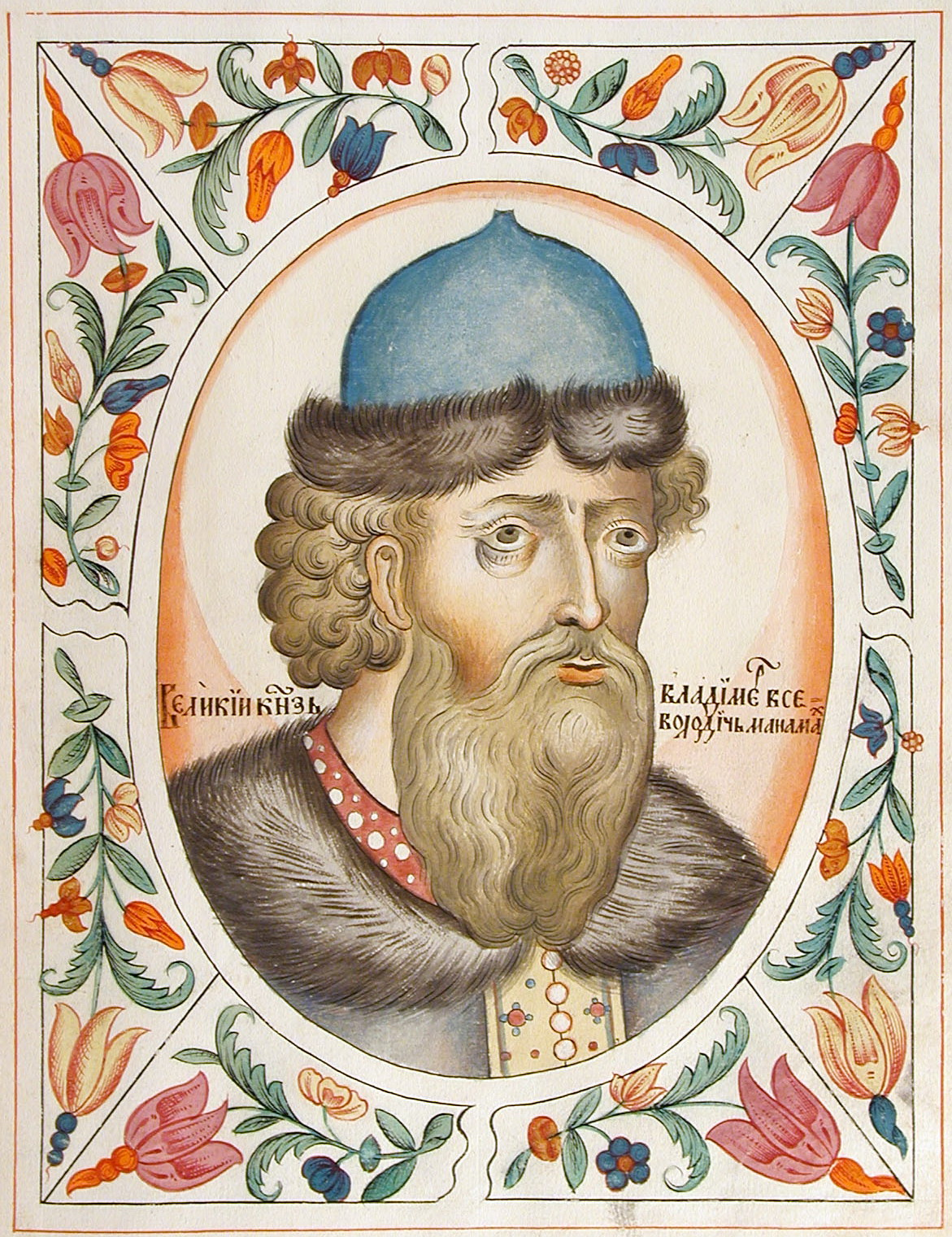
Владимир Всеволодович Мономах. Парсуна из «Царского титулярника» (экземпляр РГАДА)

В письме В. Инбер от 16 сентября 1960 года А. Ладинский определял роман о Владимире Мономахе как вчерне набросанный. Автор понимал, что это его последнее произведение, и вскользь упоминал, что ему «надо торопиться». В письме 21 марта следующего года Антонин Петрович приводил название — «Последний путь Владимира Мономаха» — и сообщал, что переписывает текст набело:

Получилась огромная фреска, в которой участвуют короли, русские князья, епископы, греческие евнухи, куропалаты, монахи, византийские поэты, как, напр. Фёдор Продром, племянник русского митрополита Иоанна II. А фон — переяславские дубы. Мономах едет, «В санях седя», и вспоминает свою жизнь и судьбы Руси…
27 марта 1963 года в Институте мировой литературы им. А. М. Горького АН СССР прошло обсуждение неопубликованной рукописи романа А. П. Ладинского, организованное П. Вайншенкер. Обсуждение состоялось в рамках секции изучения связей древнерусской литературы с литературой Нового времени; сопровождалось оно демонстрацией неопубликованной переписки Ладинского с И. Буниным и других документов. Собственно, обсуждение переросло в рассмотрение всего цикла романов о древнерусской истории. Резолюция была вынесена в духе идеологии того времени: текст романа «Когда пал Херсонес» представлял ценность «для воспитания чувства гордости за героическое прошлое», а в «Анне Ярославне» обрисована «живая и увлекательная картина» франко-русских отношений. Участники заседания (в их числе А. П. Каждан, А. И. Рогов, Н. А. Дёмина) признали, что «Последний путь…» — это первый в русской литературе роман о Владимире Мономахе. «Со смертью А. П. Ладинского наша литература потеряла незаурядного и своеобразного писателя, сказавшего своё слово в жанре советского исторического романа».
А. П. Каждан и А. И. Немировский сходились во мнении, что когда автор ощущает своё произведение последним, он стремится вложить в него своё самое сокровенное. Далеко не всем это удавалось, однако Ладинскому «повезло с последней темой и с последним главным героем». Поскольку князь был ещё и незаурядным писателем, это предопределило канву романа — в композиционном отношении текст построен на «Поучении Владимира Мономаха». Основной сюжет чрезвычайно прост — престарелый князь едет на санях из Чернигова в Переяславль, прогоняя перед собой воспоминания всей жизни. Главная его цель — мрамор могильной плиты Гиты — его жены; и собственная смерть. Однако финал романа далёк от безнадёжности: со смертным часом князя совпадает счастливая весна гусляра Злата, полюбившего дочь кузнеца Любаву.

Ничто, пожалуй, лучше не удавалось Ант. Ладинскому, как изображение этого пути, долгого, санного, неторопливого, прерывающегося, как человеческая память, возвращающаяся то к одному, то к другому эпизоду, чтобы в последний раз насладиться прожитым и пережитым.
О. Домбровский очень высоко оценивал сюжетное решение А. Ладинского, заметив относительно размышлений князя по пути в Переяславль: «…девяносто девять против одного за то, что так оно и было». В сцене предсмертного прощания Мономаха с сыновьями особо выделен младший — любимец отца и братьев, будущий князь Юрий Долгорукий. Историк также высоко ценил вставные сюжеты, которые образуют отдельные элементы внутри романного действия, причём Ладинский чередовал самые тяжёлые моменты с историями из жизни беззаботного и весёлого Злата, которому не суждено повзрослеть в рамках романа. Вне контекста этот персонаж мог бы показаться «непереносимо сладким» и банальным. Однако по ходу действия выясняется, что светлый образ Злата выражает концептуальную установку писателя. По сути, это олицетворение народа, под которым А. П. Ладинский понимал всё население Руси. Народ Руси — от последнего холопа или смерда до великого князя и его свиты — един в психологическом аспекте и даже единомыслен. По мнению историка, это не бесспорная концепция, но в ней, безусловно, существует рациональное зерно.
Особую роль в романной ткани играл князь Олег Святославич — антипод Владимира, носитель прямо противоположных этических и политических принципов. Вымышленные воспоминания Мономаха прерываются подлинными словами письма князю Олегу: он прощал убийцу своего сына не потому, что этого требовал его долг христианина, а потому, что кровопролитию не будет конца, если только кто-то не остановит его. Олег Святославич выведен Ладинским как «жадный и невежественный язычник, не желающий уступать ни женщин, ни городов». А. Каждан даже утверждал, что поскольку протагонист — всегда сам автор или какая-то часть автора, то и Антонин Петрович раздвоился на Владимира Всеволодовича и Олега Святославича. По мнению А. Немировского, вряд ли это верно. При этом в описании Ладинского Олег вызывает восхищение удалью, молодостью и силой, но самые лучшие мысли автор вложил в уста Мономаху. С судьбой неверного «архонта» Тмутаракани переплетена короткая (как и у Гиты — жены Владимира) жизнь полюбившей его знатной гречанки Феофании Музалон, которая решилась последовать за своим «скифом» в изгнание на окраину империи — на Родос, где и нашла свой конец.
Тем не менее историк утверждал, что автор переоценил возможности памяти своего героя и что роман получился перегруженным эпизодами, которые слишком далеки от эпицентра действия. Как и А. Каждан, А. Немировский считал «Последний путь…» незаконченным романом, в котором автор мог бы многое сократить, исправить, возможно, и добавить. О. Домбровский также утверждал, что роман был «не вполне закончен». В. Д. Оскоцкий в данном контексте специально обратил внимание на вставную новеллу о судьбе Евпраксии — сестры великого князя, судьба которой, в известной степени, повторяла биографию Анны Ярославны. По мнению критика, «посвящённые ей страницы романа… едва ли не самые трагедийные». При этом рассказ о Евпраксии фактологичен, автор не пошёл далее перечня злодейств, которые чинил над нею «полубезумный-полуюродивый» муж-император. В. Оскоцкий даже обобщал, что «информационность повествования вообще была свойственна Ант. Ладинскому», и описание нередко давалось ему лучше действия. Это, в известной степени, сковывало его возможности как романиста.
Критики безоговорочно признавали «Последний путь Владимира Мономаха» самым зрелым произведением Антонина Ладинского. Начав свой литературный путь как поэт, он пронизал поэзией и всю свою художественную прозу, что «с щемящей силой» проявилось и в его последнем романе. А. П. Каждан видел главным лейтмотивом лирики Ладинского непреходящую его тоску по Родине. Неслучайно роман «Последний путь Владимира Мономаха» завершается завещанием-признанием автора, вложенным в уста некогда буйного и свирепого, но присмиревшего к концу жизни половецкого хана: «Лучше лечь костьми в своей земле, чем прославленному жить на чужбине».

## Прижизненные издания и первоиздания

### Сборники стихотворений
- Чёрное и голубое: Стихи. — Париж : Современные записки, 1931. — 31 с.
- Северное сердце. — Берлин : Парабола, 1931. — 57 с.
- Стихи о Европе. — Париж : Типография Я. П. Никишина, 1937. — 61 с.
- Пять чувств: Четвертая книга стихов. — Париж : Imprimerie de Navarre, 1938. — 66 с.
- Роза и чума: Пятая книга стихов. — Париж : Рифма, 1950. — 49 с.
- Ладинский А. Собрание стихотворений / Сост., предисл. и примеч. О. А. Коростелёва. — М. : Русский путь, Викмо-М, 2008. — 368 с. — 3000 экз. — ISBN 978-5-98454-014-8.

### Очерки и воспоминания
- Ладинский Ант. Путешествие в Палестину. — София : Тип. Рахвира, 1937. — 140 с.

- Ладинский А. П. Путешествие в Палестину. — М. : Междунар. фонд единства православ. народов, 1999. — 45 с. — (Библиотека паломника). — ISBN 5-86646-125-0.

- Ладинский А. П. О Ф. И. Шаляпине, И. А. Бунине, К. Д. Бальмонте... (Из «Парижских воспоминаний» А. П. Ладинского) // Встречи с прошлым: сб. мат-лов Центрального гос. архива литературы и искусства СССР / Публикация Е. Ю. Филькиной. — М. : Советская Россия, 1988. — Вып. 6. — С. 214—227. — 496 с.
- Ладинский А. П. Дневник 1932—1939 годов. Моя жизнь в Германии. Парижские воспоминания / Отв. ред. М. Л. Спивак; сост., вступ. ст. О. А. Коростелёва; подгот. текста О. А. Коростелёва, В. А. Резвого, А. И. Серкова; коммент. О. А. Коростелёва, А. И. Серкова. — М. : ИМЛИ РАН, Изд-во ДМИТРИЙ СЕЧИН, 2021. — 480 с. — 300 экз. — ISBN 978-5-9208-0667-3, 978-5-904962-87-6.

### Исторические романы
- Ладинский А. XV легион. — Париж : [б. и.], 1937. — 333 с.
- Ладинский А. Голубь над Понтом. — Таллин : Русская книга, 1938. — 211 с.

- Ладинский А. П. XV легион : [Романы, рассказы] : Содерж.: Романы: XV легион; Голубь над Понтом; Рассказы: Слоны Ганнибала; Анна Ярославна и ее мир; Необитаемый остров; Приключение; Рай; Артистка; Теплица юных дней; На одной станции и др. / Предисл. Г. Федотова. — М. : МП «ЭКСМО», 1994. — 507 с. — ISBN 5-85585-095-1.

- Ладинский А. П. Когда пал Херсонес…. — М. : Сов. писатель, 1959. — 263 с.
- Ладинский А. П. В дни Каракаллы : Роман. — М. : Сов. писатель, 1961. — 460 с.
- Ладинский А. П. Анна Ярославна — королева Франции : Ист. роман / Ил.: Н. И. Гришин. — М.: : Сов. писатель, 1961. — 423 с.
- Ладинский А. Последний путь Владимира Мономаха : Ист. роман / Вступ. статья А. Каждана; Ил.: Г. Н. Бойко и И. Н. Шалито. — М. : Сов. писатель, 1966. — 476 с.

### Стихи и проза
- Антонин Ладинский. Похищение Европы: стихотворения. Предисловие Виктора Леонидова. Журнальный зал. Новая Юность, 2005, 2 (71). Дата обращения: 2 февраля 2019. Архивировано 29 сентября 2018 года.
- Антонин Ладинский. Путешествие в Палестину. 1937 г. Православное научно-просветительское общество «Россия в красках». Дата обращения: 2 февраля 2019. Архивировано 2 февраля 2019 года.

### Фонд Ладинского в РГАЛИ
- Ладинский Антонин Петрович. РГАЛИ. Дата обращения: 6 февраля 2019. Архивировано 7 февраля 2019 года.

### Прочее
- «Быть может, то Россия или рай, Такой прекрасный и печальный край…» — Антонин Ладинский. Литературная карта Псковской области. Псковская областная универсальная научная библиотека. Дата обращения: 1 февраля 2019. Архивировано 2 февраля 2019 года.
- Гомолицкий Л. Голубь над Понтом. [web.archive.org/web/20190202153839/lit.wikireading.ru/35868 Архивировано] 2 февраля 2019 года.
- Грибанов Б. И память — снег летит и пасть не может… Знамя (№ 9). Журнал «Знамя» (2006). Дата обращения: 1 февраля 2019. Архивировано 2 февраля 2019 года.
- Ладинский, Антонин Петрович на сайте «Лаборатория Фантастики»
- Ладинский Антонин Петрович (1895—1961). Могилы ушедших поэтов (22 января 2010). Дата обращения: 1 февраля 2019. Архивировано 30 июня 2017 года.
- Ладинский Антонин Петрович. Хронос. Дата обращения: 2 февраля 2019. Архивировано 2 февраля 2019 года.
- Лищенко Н. Скугры — родина Антонина Петровича Ладинского. Сетевое издание «Дновец» (19 декабря 2016). Дата обращения: 2 февраля 2019. Архивировано 2 февраля 2019 года.
- Федотов Г. П.. О романах Ант. Ладинского «XV легион» и «Голубь над Понтом». Электронная библиотека RuLit. Дата обращения: 2 февраля 2019. Архивировано 2 февраля 2019 года.
- Человек с незакрытой раной. Из антологии Евгения Евтушенко «Десять веков русской поэзии». Новые Известия (26 февраля 2016). Дата обращения: 6 февраля 2019. Архивировано 7 февраля 2019 года.